# Settlers
Settlers (tysk: Siedler von Catan) er et nyere brætspil designet i 1995 af den tyske tandlæge og spildesigner Klaus Teuber.
Der findes efterhånden en hel del officielle udvidelser til spillet som f.eks. Settlers Søfarer, Byer og riddere, to historiske scenarier og et utal af uofficielle udvidelser. Spillet er meget nemt at udvide da brættet består af heksagoner, som repræsenterer forskellige ressourcetyper. Disse heksagoner kan placeres i et tilfældigt mønster, som i princippet giver en helt ny opsætning for hvert spil.
Udover brætspillet Settlers er der på tysk udkommet adskillige titler indenfor "settlers-universet": Catan – Das Kartenspiel (et settlers kortspil for 2 personer), Abenteuer Menschheit (Settlers i stenalderen), Die Sternenfahrer von Catan (settlers blandt aliens i universet) etc.
Settlers er et af de spil, som bl.a. åbnede det amerikanske marked for europæiske designerspil.
- Klaus Teuber